# Secrétaire à la Défense des États-Unis
Le secrétaire à la Défense des États-Unis (en anglais : United States Secretary of Defense) est membre du Cabinet du président des États-Unis et dirige le département de la Défense des États-Unis (en anglais : United States Department of Defense, abrégé DoD), responsable des affaires militaires et des Forces armées des États-Unis. Il est équivalent à ce que l'on nommerait dans d'autres pays « ministre de la Défense ».

## Historique
La fonction est créée en 1947 quand l'Armée, la Marine et la toute nouvelle Force aérienne américaine sont fusionnées dans le nouvel Établissement militaire national (National Military Establishment). Lors de cette réorganisation, le secrétaire à la Guerre est remplacé par le secrétaire à l'Armée (Secretary of the Army), cependant que le secrétaire à la Marine (Secretary of the Navy) et la nouvelle fonction de secrétaire à la Force aérienne (Secretary of the Air Force ou SECAF) deviennent des fonctions ne siégeant plus au Cabinet mais désormais placées sous l'autorité du secrétaire à la Défense. En 1949, l'Établissement militaire national est renommé département de la Défense, son nom actuel. De 1947 à 1949, le premier secrétaire à la Défense est James Forrestal, sous la présidence de Harry S. Truman.

## Fonctions
Le rôle du secrétaire à la Défense est d'être le conseiller principal en matière de défense auprès du président des États-Unis, d'être responsable pour la définition de la politique de défense du pays ainsi que pour les politiques et sujets touchant directement le département de la Défense, et de s'assurer de l'exécution des politiques en question.
Le secrétaire est nommé par le président des États-Unis, nomination qui doit ensuite être approuvée par le Sénat. Ce poste doit être occupé par un civil qui n'a pas servi dans les forces armées comme militaire d'active depuis au moins dix ans (10 USC Sec. 113. En 1950, cependant, le Congrès adopta une loi pour autoriser la nomination de George Marshall alors qu'il n'avait quitté le service actif que depuis 1947). Durant l'année 2019, le secrétaire à la Défense Patrick M. Shanahan occupe le poste près de six mois sans avoir été approuvé par le Sénat, ce qui constitue la plus longue période d'occupation du poste à titre intérimaire.
Le secrétaire à la Défense, comme ses homologues des autres départements d'État, est membre du cabinet exécutif du gouvernement fédéral des États-Unis et il est le sixième dans l'ordre de succession présidentielle des États-Unis.

## Liste des secrétaires à la Défense
| #       | Portrait              | Nom                        | Mandat            | Mandat            | Présidence de | Présidence de                             |
| #       | Portrait              | Nom                        | Début             | Fin               | Présidence de | Présidence de                             |
| ------- | --------------------- | -------------------------- | ----------------- | ----------------- | ------------- | ----------------------------------------- |
| 1       | James Forrestal       | James Forrestal            | 17 septembre 1947 | 28 mars 1949      |               | Harry S. Truman                           |
| 2       | Louis A. Johnson      | Louis A. Johnson           | 28 mars 1949      | 19 septembre 1950 |               | Harry S. Truman                           |
| 3       | George C. Marshall    | George C. Marshall         | 21 septembre 1950 | 12 septembre 1951 |               | Harry S. Truman                           |
| 4       | Robert A. Lovett      | Robert A. Lovett           | 17 septembre 1951 | 20 janvier 1953   |               | Harry S. Truman                           |
| 5       | Charles Wilson        | Charles Wilson             | 20 janvier 1953   | 8 octobre 1957    |               | Dwight D. Eisenhower                      |
| 6       | Neil H. McElroy       | Neil H. McElroy            | 9 octobre 1957    | 1er décembre 1959 |               | Dwight D. Eisenhower                      |
| 7       | Thomas S. Gates       | Thomas S. Gates, Jr.       | 2 décembre 1959   | 20 janvier 1961   |               | Dwight D. Eisenhower                      |
| 8       | Robert McNamara       | Robert McNamara            | 21 janvier 1961   | 29 février 1968   |               | John Fitzgerald Kennedy Lyndon B. Johnson |
| 9       | Clark M. Clifford     | Clark Clifford             | 1er mars 1968     | 20 janvier 1969   |               | Lyndon B. Johnson                         |
| 10      | Melvin R. Laird       | Melvin R. Laird            | 22 janvier 1969   | 29 janvier 1973   |               | Richard Nixon                             |
| 11      | Elliot L. Richardson  | Elliot L. Richardson       | 30 janvier 1973   | 24 mai 1973       |               | Richard Nixon                             |
| 12      | Schlesinger           | James Schlesinger          | 2 juillet 1973    | 19 novembre 1975  |               | Richard Nixon                             |
| 12      | Schlesinger           | James Schlesinger          | 2 juillet 1973    | 19 novembre 1975  | Gerald Ford   |                                           |
| 13      | Rumsfeld              | Donald Rumsfeld            | 20 novembre 1975  | 20 janvier 1977   |               |                                           |
| 14      | Harold Brown          | Harold Brown               | 21 janvier 1977   | 20 janvier 1981   |               | Jimmy Carter                              |
| 15      | Caspar W. Weinberger  | Caspar W. Weinberger       | 21 janvier 1981   | 23 novembre 1987  |               | Ronald Reagan                             |
| 16      | Carlucci              | Frank Charles Carlucci III | 23 novembre 1987  | 20 janvier 1989   |               | Ronald Reagan                             |
| 17      | Cheney                | Richard B. Cheney          | 21 mars 1989      | 20 janvier 1993   |               | George H. W. Bush                         |
| 18      | Les Aspin             | Les Aspin                  | 21 janvier 1993   | 3 février 1994    |               | Bill Clinton                              |
| 19      | William J. Perry      | William J. Perry           | 3 février 1994    | 24 janvier 1997   |               | Bill Clinton                              |
| 20      | William S. Cohen      | William S. Cohen           | 24 janvier 1997   | 20 janvier 2001   |               | Bill Clinton                              |
| 21      | Rumsfeld              | Donald Henry Rumsfeld      | 20 janvier 2001   | 18 décembre 2006  |               | George W. Bush                            |
| 22      | Gates                 | Robert Gates               | 18 décembre 2006  | 1er juillet 2011  |               | George W. Bush                            |
| 22      | Gates                 | Robert Gates               | 18 décembre 2006  | 1er juillet 2011  | Barack Obama  |                                           |
| 23      | Panetta               | Leon Panetta               | 1er juillet 2011  | 27 février 2013   |               |                                           |
| 24      | Chuck Hagel           | Chuck Hagel                | 27 février 2013   | 17 février 2015   |               |                                           |
| 25      | Ashton Carter         | Ash Carter                 | 17 février 2015   | 20 janvier 2017   |               |                                           |
| 26      | James Mattis          | James Mattis               | 20 janvier 2017   | 1er janvier 2019  |               | Donald J. Trump                           |
| Intérim | Patrick M. Shanahan   | Patrick M. Shanahan        | 1er janvier 2019  | 24 juin 2019      |               | Donald J. Trump                           |
| Intérim | Mark Esper            | Mark T. Esper              | 24 juin 2019      | 15 juillet 2019   |               | Donald J. Trump                           |
| Intérim | Richard V. Spencer    | Richard V. Spencer         | 15 juillet 2019   | 23 juillet 2019   |               | Donald J. Trump                           |
| 27      | Mark T. Esper         | Mark T. Esper              | 23 juillet 2019   | 9 novembre 2020   |               | Donald J. Trump                           |
| Intérim | Christopher C. Miller | Christopher C. Miller      | 9 novembre 2020   | 20 janvier 2021   |               | Donald J. Trump                           |
| Intérim | David Norquist        | David Norquist             | 20 janvier 2021   | 22 janvier 2021   |               | Joe Biden                                 |
| 28      | Lloyd J. Austin III   | Lloyd J. Austin III        | 22 janvier 2021   | 20 janvier 2025   |               | Joe Biden                                 |
| Intérim | Robert G. Salesses    | Robert G. Salesses         | 20 janvier 2025   | 25 janvier 2025   |               | Donald J. Trump                           |
| 29      | Pete Hegseth          | Pete Hegseth               | 25 janvier 2025   | en cours          |               | Donald J. Trump                           |

## Dans la fiction

### Films
- Dans le film Un crime dans la tête (1962), le secrétaire à la Défense est joué par Barry Kelley.
- Dans le film Air Force One (1997), Walter Dean (sous les traits de Dean Stockwell) est le secrétaire à la Défense du président James Marshall.
- Dans le film Idiocracy (2006), l'acteur joué par Anthony Campos est le secrétaire à la Défense.
- Dans le film Le Jour où la Terre s'arrêta (2009), Regina Jackson (sous les traits de Kathy Bates) est la secrétaire à la Défense.
- Dans les films La Chute de la Maison-Blanche (2013) et La Chute de Londres (2016), Ruth McMillan (jouée par Melissa Leo) est secrétaire à la Défense.

### Séries télévisées
- Dans la série À la Maison-Blanche (1999-2006), Miles Hutchinson (incarné par Steve Ryan) est le secrétaire à la Défense du président Josiah Bartlet.
- Dans la série Stargate SG-1, Terry David Mulligan incarne le secrétaire à la Défense David Swift, tandis que Michael David Simms incarne le secrétaire à la Défense Arthur Simms.
- Dans la série Another Life, Martin Donovan incarne le secrétaire à la Défense Eagan Harrisson.
- Dans la série Last Resort, Jay Karnes incarne William Curry, secrétaire à la Défense du président Bolton.
- Dans la série 24 Heures chrono, William Devane incarne James Heller, secrétaire à la Défense sous l'administration du président John Keeler (jour 4) et Charles Logan (jour 5).

### Jeux vidéo
- Dans le jeu vidéo Tom Clancy's Splinter Cell: Chaos Theory (2005), Frank Mason est le Secrétaire à la Défense.
- Dans Call of Duty: Black Ops II, le général David Petraeus devient Secrétaire à la Défense[2].